# John Peckham
John Peckham [ˈpɛkəm], tudi John Pecham, canterburyski škof in angleški teolog * okoli 1230 v Patchamu, Sussex, Anglija, † 8. december 1292 v Mortlake Manor
John Peckham je bil nadškof Canterburyja v letih 1279–1292. Po rodu je bil iz Sussexa, izobraževal se je v samostanu Lewes in vstopil v frančiškanski red okoli leta 1250. Študiral je na Sorbonni v Parizu pri Bonaventuru, kjer je kasneje doktoriral in poučeval teologijo. Zaradi svojega nauka je prišel v spor s Tomažem Akvinskim. Kot konzervativni teolog, je nasprotoval Tomaževemu pogledu na naravo duše. Peckham je študiral tudi optiko in astronomijo, na njegov študij teh predmetov pa sta zlasti vplivala Roger Bacon in Alhazen.
Okoli leta 1270 se je Peckham vrnil v Anglijo, kjer je poučeval na univerzi v Oxfordu in bil leta 1275 izvoljen za deželnega ministra Anglije. Po kratkem službovanju v Rimu je bil leta 1279 imenovan za nadškofa Canterburyja. Njegov čas kot nadškof so zaznamovala prizadevanja za izboljšanje discipline v duhovščini kot tudi reorganizacija posestev svoje škofije. V času svojega delovanja kot nadškof je napisal številna dela o optiki (Tractatus de perspectiva, verjetno napisana med letoma 1269 in 1277, Perspectiva communis, okoli 1278, 11 izdaj do 1665), filozofiji in teologiji ter hvalnice. Ohranjeni so številni rokopisi njegovih del. Ob smrti so njegovo telo pokopali v katedrali v Canterburyju, njegovo srce pa so dali v pokop frančiškanom.    

## Zgodnje življenje
Peckham je prihajal iz skromne družine, verjetno iz Patchama v vzhodnem Sussexu. Rodil se je okoli leta 1230 in se izobraževal v samostanu Lewes. Okoli leta 1250 se je pridružil frančiškanskemu redu v Oxfordu. Nato je odšel na Univerzo v Parizu, kjer je študiral pri Bonaventuru in postal magister. 
Peckham je leta poučeval v Parizu, kjer je bil v stiku s številnimi vodilnimi učenjaki svojega časa, vključno s Tomažem Akvinskim. Peckham je bil njegov "konservativni" nasprotnik in se je z njim leta 1270 med drugim sporekel o vprašanju, ali je duhovna duša edini princip življenja v človeku (kar je Peckham odločno zanikal). Tomaževa doktrina enotnosti oblike je bila po teh razpravah obsojena kot krivoverna. 
Peckham je raziskoval tudi druga področja; vodili so ga pogledi Roberta Grossetesta in Rogerja Bacona o pomembnosti eksperimentalne znanosti. Baconov vpliv je mogoče videti v Peckhamovih delih o optiki (Perspectiva communis) in astronomiji. Na področju optike so na Peckhama vplivali Evklid, Aristotel, Avguštin, Al-Kindi, Avicena, Alhazen, Grosseteste in Roger Bacon. 

## Vrnitev v Anglijo

### Reorganizacija nadškofije
Približno leta 1270 se je Peckham vrnil v Anglijo, da bi poučeval na Oxfordu in bil leta 1275 izvoljen za deželnega ministra frančiškanov v Angliji. Na tem položaju ni ostal dolgo, saj so ga poklicali v Rim za teološkega predavatelja v papeški palači (lat. lector sacri palati). Verjetno je tukaj sestavil svojo Expositio super Regulam Fratrum Minorum, delo, ki je vključevalo nauk o pridiganju, za katero je Peckham menil, da je zelo pomembna. Leta 1279 ga je papež Nikolaj III. imenoval za nadškofa Canterburyja. Ustoličen je bil 25. januarja 1279 in posvečen 19. februarja 1279.
Peckham je poudarjal disciplino, kar je pogosto povzročilo konflikt z njegovo duhovščino. Njegovo prvo škofovsko dejanje je bilo sklic škofovskega sveta v Readingu julija 1279 za izvedbo cerkvene reforme. Na parlamentu v Winchesterju leta 1279 je nadškof naredil kompromis in parlament je razveljavil vsako uredbo sveta, ki se ukvarja s kraljevo politiko ali oblastjo. Kljub vsemu si je Peckham trdo prizadeval za reorganizacijo posesti škofije in med letoma 1283 in 1285 opravil preiskavo njenih prihodkov. Na posestvih je postavil upravne enote, ki so jih razdelile v sedem upravnih skupin. 
Peckham je bil skoraj nenehno v dolgovih in ker je bil frančiškan, ni imel osebnega premoženja, ki bi mu pomagalo pri življenjskih stroških. Podedoval je škofijske dolgove, ki jih je nakopičil njegov predhodnik, katerih nikoli ni uspel poravnati.

### Odnosi z Valižani
Ne glede na njegova dejanja so bili Peckhamovi odnosi s kraljem na splošno dobri, zato ga je poslal na diplomatsko misijo v Llywelyn ap Gruffudd v Walesu. Peckham je obiskal valižanske škofije kot del svojega ogleda vseh podrejenih škofij. Tam je kritiziral valižansko duhovščino zaradi njihovega razuzdanega življenja in vidnega izobilja. Ugotovil je tudi, da je valižanska duhovščina neizobražena, čeprav je ukazal, da se imenuje valižansko govorečega sufraganskega škofa, ki bi pomagal pri pastoralnih dolžnostih v škofiji Coventry in Lichfield. Peckham je kritiziral Valižane tudi kot celoto, pri čemer je njihovo pastoralno gospodarstvo postavil v nasprotje s kmetijskim gospodarstvom Anglije in ob tem ugotovil, da so Valižani leni in brezdelni.
Peckham je prav tako imel težave s svojim podrejenim Thomasom Bekom, ki je bil škof sv. Davida v Walesu. Bek je poskušal oživiti načrt, da bi sv. David postal neodvisen od Canterburyja in ga povzdigniti v metropolitanski status, vendar neuspešno.

## Cerkvene zadeve
Peckham je bil zelo strog pri svojih interpretacijah kanonskega prava. Prav tako je menil, da so valižanski zakoni nelogični in v nasprotju z biblijskimi nauki. Odredil je tudi, da morajo duhovniki poleg vrha glave imeti obrit tudi tilnik, kar je omogočalo, da se duhovščina zlahka loči od laikov. Nadškof je duhovnikom prepovedal tudi nošenje posvetnih oblačil, zlasti vojaških. Prav tako je zatrl prizadevanja benediktinskega reda v Angliji, da bi reformirali svojo upravo, s čimer bi menihom omogočili več časa za študij in daljše izobraževanje. 
Na cerkvenem svetu, ki je potekal v Lambethu leta 1281, je Peckham ukazal duhovščini, naj svojo duhovno skupnost poučuje o nauku vsaj štirikrat na leto. Razlagali in poučevali naj bi verske člene, deset zapovedi, dela usmiljenja, sedem smrtnih grehov, sedem kreposti in zakramente. Ta ukaz je bil izdan kot kanon ali zakon sveta, skupina zakonov pa je znana kot Lambethove konstitucije. Šest naukov je obsegalo minimalno teološko znanje, za katero je nadškof menil, da ga morajo poznati laiki. Konstitucije, prvotno v latinščini, so bile osnova in navdih za pastoralna in pobožna dela v srednjem veku ter v 15. stoletju prevedene v angleščino. Leta 1286 je ustanovil šolo kanonikov v Winghamu v Kentu.
Peckham je bil pogosto v konfliktu s svojimi podrejenimi škofi, predvsem zaradi svojih prizadevanj, da bi jih reformiral, vendar je ravno njegov lasten odnos in ravnanje z duhovščino prispeval k težavam. Zgodovinar Richard Southern pravi, da so bili Peckhamovi spori z njegovimi škofi »vodeni v ozračju zagrenjenosti in nenehne slabe volje« zaradi Pechkamovega značaja. Njegovi konflikti so se začeli, ker so bili njegovi lastni ideali frančiškanski, večina njegove duhovščine pa se je ukvarjala z bolj vsakdanjimi in materialističnimi zadevami. Napetosti med nadškofom in njegovimi podrejenimi so še dodatno okrepili spopadi za cerkveno in posvetno oblast.
Nadškof John Peckham je bil pomemben antisemitist. 19. avgusta 1282 je v pismu londonskemu škofu, Richardu Gravesendu, ukazal, naj londonske jude prisili (z uporabo vseh sredstev cerkvene cenzure), da uničijo vse svoje sinagoge (razen ene) v času, ki ga določi škof. 

## Smrt
Peckham je umrl 8. decembra 1292 v Mortlake-u. Pokopan je bil v severnem predelu Canterburyjske katedrale, njegovo srce pa je bilo pokopano s frančiškani pod visokim oltarjem cerkve Greyfriars v Londonu. Njegova grobnica je še vedno nedotaknjena. 

## Dela
Številna njegova dela so preživela, nekatera pa so se pojavila v tisku v različnih obdobjih. V knjigi Perspectiva communis so poleg prelomnih teorij o optiki tudi zanimive ilustracije. Ti shematično prikazujejo, kako oko vidi. Njegove ilustracije so še posebej zanimive, ker je Peckhamu uspelo risati zelo blizu naravi in ker je že zgodaj poskusil s perspektivo. Prav tako je njegova skica očesa za svoj čas zelo napredna, saj prikazuje tako zenico kot mrežnico, beločnico in tudi optični živec.
- Perspectiva (v latinščini). Paris: Gilles Gourbin. 1556.
- Perspectiva (v italijanščini). Venezia: Giovanni Varisco. 1593.
- Perspectiva communis
- Collectarium Bibliae
- Registrum epistolarum
- Tractatus de paupertate
- Divinarum Sententiarum Librorum Biblie
- Summa de esse et essentia
- Quaestiones disputatae
- Quodlibeta
- Tractatus contra Kilwardby
- Expositio super Regulam Fratrum Minorum
- Tractatus de anima
- Tractatus de sphaera
- Canticum pauperis
- De aeternitate mundi
- Defensio fratrum mendicantium

Peckham je prvi nadškof Canterburyja, ki ima svoje registre, glavne zapise nadškofovske uprave, shranjene v knjižnici palače Lambeth.